# 期纳镇
期纳镇，是中华人民共和国云南省丽江市永胜县下辖的一个乡镇级行政单位。

## 行政区划
期纳镇下辖以下地区：
期纳村、清水村、街西村、满官村、大沟村、文凤村、刘官村、习郎村和半坪村。

## 中国传统村落
2012年，谷宇村、清水村被评为首批“中国传统村落”。